# Тудор Владимиреску (Телеорман)
Тудор Владимиреску (рум. Tudor Vladimirescu) насеље је у Румунији у округу Телеорман у општини Салча. Oпштина се налази на надморској висини од 75 m.

## Становништво
Према подацима из 2002. године у насељу је живело 1058 становника, од којих су сви румунске националности.